# Резус-фактор
Резус-фактор, или резус, Rh — одна из 43 систем групп крови, признаваемых Международным обществом трансфузиологов (ISBT). Клинически наиболее важная система после системы AB0.
Система резус-фактора состоит из групп крови, определяемых 59 антигенами, кодируемыми более чем 200 аллелями. Наибольшее практическое значение для медицины имеют обладающие повышенными иммуногенными свойствами антигены: D, C, c, E, e. Часто используемые термины «резус-положительный» и «резус-отрицательный» относятся только, соответственно, к наличию или отсутствию антигена Rho(D), обладающего наибольшей иммуногенностью. Помимо своей роли в переливании крови, группы крови системы резус-фактора, в частности антиген Rho(D), является важной причиной гемолитической желтухи новорождённых или эритробластоза плода; для предотвращения этих заболеваний ключевым фактором является профилактика резус-конфликта. Риск резус-конфликта при беременности возникает у пар с резус-отрицательной матерью и резус-положительным отцом.
Группы крови системы резус-фактора встречаются у разных народностей и в разных регионах с разной частотой. Например, среди людей европеоидной расы резус-положительными являются около 85 %.

## Резус-фактор
У человека на поверхности эритроцитов может присутствовать или отсутствовать антиген Rho(D) системы резус-фактор, который является наиболее иммуногенным антигеном групп крови резус-системы. Как правило, статус обозначают суффиксом Rh+ для резус-положительной группы крови (имеется антиген Rho(D)) или резус-отрицательную группу крови (Rh-, нет антигена Rho(D)) после обозначения группы крови по системе AB0. Тем не менее, другие антигены этой системы группы крови также являются клинически значимыми. В отличие от системы групп крови AB0, активизация иммунного ответа против антигена системы резус-фактора в общем случае может иметь место только при переливании крови или плацентарном воздействии во время беременности.
Rh+ или Rh- в большинстве случаев, в том числе у реципиентов, определяется по антигену Rho(D) вследствие его наибольшей иммуногенности из всех антигенов системы резус-фактора. Одновременно он может быть выражен в разной степени в зависимости от экспрессии гена, его кодирующего. При стандартном методе определения антигена иногда может быть и ложноотрицательный результат, вызванный латентным проявлением гена (в случае Du, парциального эпитопа, Del, Rhnull). Сам антиген Rho(D) состоит из разных субъединиц RhA, RhB, RhC, RhD, различающихся между собой, что, в свою очередь, может вызвать иммунный конфликт даже при попадании Rh+ крови с антигенном Rho(D), в структуре которого один тип субъединиц, в Rh+ организм с антигеном Rho(D), в структуре которого другой тип субъединиц. При определении резус-фактора доноров, кроме антигена Rho(D), определяют ещё наличие антигенов rh'(C) и rh"(E), Rh- донором считаются только те, у кого отсутствуют и эти антигены, так как они, хоть в менее выраженной степени, но тоже способны вызывать иммунологическую реакцию при попадании в организм, в котором эти антигены отсутствуют. При наличии в организме женщины антигена Rho(D) любой степени выраженности она считается Rh+.
В отличие от системы группы крови AB0, в системе резус-фактора генами кодируются только антигены, при этом антиген представляет собой мембранный липопротеин. Антитела же появляются как иммунный ответ организма при введении крови, содержащей антиген, в организм человека, не содержащей этот антиген, в том числе при трансплацентарном попадании антигена, и относятся к IgM (при первичном резус-конфликте) и IgG (при повторных случаях).
Антиген rh'(С) встречается примерно у 70 % европеоидов, антиген hr'(c) — примерно у 80 %, rh"(E) — примерно у 30 %, антиген hr"(e) — примерно у 97 %. При этом их комбинации выявляются со следующей частотой: DCE — 15,85 % , DCe — 53,2 %, DcE — 14,58 %, Dce — 12,36 %. По данным исследований 1976 года у русских встречались следующие антигены с частотой: Rho(D) — 85,03 %, rh'(C) — 70,75 %, rh"(E) — 31,03 %, hr'(c) — 84,04 %, hr"(e) — 96,76 %.

## История открытий
В 1939 году доктора Филип Левин и Руфус Стетсон опубликовали в первом докладе клинические последствия непризнаваемого резус-фактора в виде гемолитической реакции на переливание крови и гемолитической желтухи новорождённых в её наиболее тяжёлой форме. Было признано, что сыворотка крови описываемой в докладе женщины вступила в реакцию агглютинации с красными кровяными тельцами примерно 80 % людей известных тогда групп крови, в частности, совпадающими по системе AB0. Тогда этому не было дано никакого названия, а позже такое стали называть агглютинин. В 1940 году доктора Карл Ландштейнер и Александр Винер опубликовали доклад о сыворотке, которая также взаимодействует примерно с 85 % различных эритроцитов человека. Эта сыворотка была получена путём иммунизации кроликов с эритроцитами макаки-резуса. Антиген, вызвавший иммунизацию, назвали резус-фактором «для указания на то, что при изготовлении сыворотки была использована кровь макаки резус».
Основываясь на серологическом сходстве, впоследствии резус-фактор также использовался для определения антигенов и анти-резуса для антител, обнаруживаемых у людей, подобно тому, как это ранее описано Левиным и Стетсоном. Хотя различия между двумя этими сыворотками были показаны к 1942 году и наглядно продемонстрированы в 1963 году, уже широко используемый термин «резус» сохранялся для клинического описания антител людей, которые отличаются от тех, что связаны с обезьянами-резусами. Этот действенный фактор, обнаруженный у макаки-резуса, был классифицирован системой антигена Ландштейнера — Винера (антиген LW, антитело анти-LW), названного в честь первооткрывателей.
Было признано, что резус-фактор был лишь одним в системе различных антигенов. Две различные терминологии были разработаны на основе разных моделей генетического наследования и обе всё ещё используются.
Вскоре было понято клиническое значение этого антигена D с высокой степенью иммунизации. Была признана важность некоторых ключевых факторов при переливании крови, в том числе наличие надёжных диагностических тестов, а также требование учитывать вероятность появления гемолитической желтухи новорождённых, последствия переливания крови и необходимость предотвращения этого путём диспансеризации и профилактики.

## Номенклатура Rh

### Историческое обоснование фенотипов резус-фактора
Система резус-фактора групп крови имеет две номенклатуры: одна разработана Роналдом Фишером и Робертом Рэйсом и другая Александром Винером. Обе системы отражают альтернативные теории наследования. Система Фишера — Рэйса, чаще всего используемая сегодня, использует номенклатуру CDE. Эта система была основана на теории, что отдельный ген контролирует продукт каждого из соответствующих ему антигенов (например, ген D производит антиген D и так далее). Впрочем, ген d был гипотетическим, а не реально существующим.
Система Винера использует номенклатуру Rh-Hr. Эта система основывается на теории, что было по одному гену в одиночном локусе на каждой хромосоме, каждая из которых производит несколько антигенов. Согласно этой теории, ген R1 предполагается привести к «факторам крови» Rh0, rh' и hr' (соответствующие современной номенклатуре антигенов D, C и E) и ген r, производящий hr' и hr'' (соответствующие современной номенклатуре из антигенов c и e).
| по Фишеру-Рейсу | Dce | DCe | DcE | DCE | dce | dCe | dcE | dCE |
| по Винеру       | Rh0 | R1  | R2  | RZ  | r   | r′  | r″  | rY  |

Обозначение из двух теорий являются взаимозаменяемыми в пунктах сдачи крови (например, Rho(D) означает, что RhD положительно). Обозначения Винера более сложны и громоздки для повседневного использования. Поэтому теория Фишера — Рэйса, более просто объясняющая механизм, стала шире использоваться.
| Резус-принадлежность по антигену Rho(D) | Фенотип антигенов | Генотип хромосом  | Генотип хромосом |
| Резус-принадлежность по антигену Rho(D) | Фенотип антигенов | по Фишеру — Рейсу | по Винеру        |
| --------------------------------------- | ----------------- | ----------------- | ---------------- |
| Rh+                                     | D, C, E, c, e     | Dce/DCE           | R0RZ             |
| Rh+                                     | D, C, E, c, e     | Dce/dCE           | R0rY             |
| Rh+                                     | D, C, E, c, e     | DCe/DcE           | R1R2             |
| Rh+                                     | D, C, E, c, e     | DCe/dcE           | R1r″             |
| Rh+                                     | D, C, E, c, e     | DcE/dCe           | R2r′             |
| Rh+                                     | D, C, E, c, e     | DCE/dce           | RZr              |
| Rh+                                     | D, C, E, c        | DcE/DCE           | R2RZ             |
| Rh+                                     | D, C, E, c        | DcE/dCE           | R2rY             |
| Rh+                                     | D, C, E, c        | DCE/dcE           | RZr″             |
| Rh+                                     | D, C, E, e        | DCe/dCE           | R1rY             |
| Rh+                                     | D, C, E, e        | DCE/dCe           | RZr′             |
| Rh+                                     | D, C, E, e        | DCe/DCE           | R1RZ             |
| Rh+                                     | D, C, E           | DCE/DCE           | RZRZ             |
| Rh+                                     | D, C, E           | DCE/dCE           | RZrY             |
| Rh+                                     | D, C, c, e        | Dce/dCe           | R0r′             |
| Rh+                                     | D, C, c, e        | DCe/dce           | R1r              |
| Rh+                                     | D, C, c, e        | DCe/Dce           | R1R0             |
| Rh+                                     | D, C, e           | DCe/DCe           | R1R1             |
| Rh+                                     | D, C, e           | DCe/dCe           | R1r′             |
| Rh+                                     | D, E, c, e        | DcE/Dce           | R2R0             |
| Rh+                                     | D, E, c, e        | Dce/dcE           | R0r″             |
| Rh+                                     | D, E, c, e        | DcE/dce           | R2r              |
| Rh+                                     | D, E, c           | DcE/DcE           | R2R2             |
| Rh+                                     | D, E, c           | DcE/dcE           | R2r″             |
| Rh+                                     | D, c, e           | Dce/Dce           | R0R0             |
| Rh+                                     | D, c, e           | Dce/dce           | R0r              |
| Rh-                                     | C, E, c, e        | dce/dCE           | rrY              |
| Rh-                                     | C, E, c, e        | dCe/dcE           | r′r″             |
| Rh-                                     | C, E, c           | dcE/dCE           | r″rY             |
| Rh-                                     | C, E, e           | dCe/dCE           | r′rY             |
| Rh-                                     | C, E              | dCE/dCE           | rYrY             |
| Rh-                                     | C, c, e           | dce/dCe           | rr′              |
| Rh-                                     | C, e              | dCe/dCe           | r′r′             |
| Rh-                                     | E, c, e           | dce/dcE           | rr″              |
| Rh-                                     | E, c              | dcE/dcE           | r″r″             |
| Rh-                                     | c, e              | dce/dce           | rr               |

### Современные данные по геному резус-фактора
С развитием молекулярной генетики и расшифровкой генома человека в конце XX — начале XXI века стало известно, что структура антигена D кодируется геном RHD. При отсутствии или повреждении гена антиген не образуется, а при наличии гена антиген может как образовываться в разной степени выраженности, так и не образовываться. Образование антигена и его свойства зависят, в свою очередь, от гена RHAG, продуцирующего Rh-ассоциированный гликопротеин, который регулирует экспрессию гена RHD и RHCE. RHCE кодирует структуру антигенов С, Е, с, е. Гены RHD и RHAG имеют большое сходство между собой по нуклеотидной последовательности и расположены в соседних локусах, частично перекрываясь. С генами и антигенами резус-фактора также ассоциированы CD47, гликофорин В, системы групп крови LW и Fy. Ранее употреблявшееся обозначение антигена Du с 1992 года обозначается как Dweak (частичный антиген) и выделяют около 80 его вариантов.

## Rhnull
Существуют задокументированные случаи отсутствия у людей Rh-антигенов. Всего в мире насчитывается около 49 человек с Rhnull — «отсутствующим» резус-фактором (из-за отсутствия Rh-антигенов (Rh или RhAG) в их кровяных клетках). Вследствие этого в данных кровяных клетках отсутствуют антигены LW и Fy5, а также слабо проявляются антигены S, s, и U. Такая кровь может в редких случаях передаться по наследству, однако, как правило, является результатом двух совершенно случайных мутаций. Около 9 человек в мире являются донорами крови с данным резус-фактором.

## Определение резус-принадлежности
Резус-фактор может определяться:
- методом агглютинации в солевой среде;
- методом конглютинации в желатине;
- непрямой пробой Кумбса;
- реакцией с aнти-D-моноклональными антителами (цоликлонами);
- генотипированием.